# Fontaine-les-Ribouts

Fontaine-les-Ribouts este o comună în departamentul Eure-et-Loir, Franța. În 1 ianuarie 2022 avea o populație de 187 de locuitori.